# Michiel De Looze
Michiel De Looze (21 januari 1999) is een Belgisch betaald voetballer die bij voorkeur als verdediger speelt. Hij ondertekende in juli 2019 een contract tot medio 2021 bij KMSK Deinze. Die club nam hem over van K. Rupel Boom FC. 

## Carrière

### Jeugd
De Looze begon met voetballen op vijfjarige leeftijd. Hier speelde hij een half jaar bij Koninklijke Eendracht Appelterre-Eichem. Na dit half jaar verhuisde hij naar Beerse, in de Kempen. Hier speelde hij voor kleine clubs zoals KFC Lentezon Beerse en KSV Oud-Turnhout. Na deze periode ging hij naar derdeklasser KV Turnhout. De Looze zette op jonge leeftijd al kleine stappen in zijn voetbalcarrière. In 2009 werd de A-kern van Turnhout kampioen in Derde klase, ook De Looze zette dat jaar een stap hogerop, hij ging naar eersteklasser KVC Westerlo. Met Westerlo speelde hij in 2012 kampioen in zijn jeugdreeks. Na dit seizoen vertrok hij als dertienjarige alleen naar RSC Anderlecht. Met Anderlecht won hij vele prijzen, zoals de Future Cup, die hij twee keer won (2013 en 2015). Toen De Looze 16 werd, kreeg hij een profcontract van 2 jaar aangeboden door Anderlecht. In het 2016/17 seizoen zou hij ook in de UEFA Youth League-selectie van Anderlecht zitten. In de twee wedstrijden die hij hier kon spelen kwam hij echter niet in actie. Aan het einde van dit seizoen werd zijn tweejarig contract niet verlengt. Zo vertrok hij in juli 2017 naar de reserves van KV Mechelen. Hier speelde hij een jaar.

### K. Rupel Boom FC
Op 16 augustus 2018 vertrok hij voor het eerst naar de A-kern van een club, dit zou promovendus K. Rupel Boom FC zijn. Tijdens het eerste seizoen van de Steenbakkers in Eerste klasse amateurs behaalde men meteen een vijfde plek. Boom kwalificeerde zich hierdoor net niet voor de eindronde voor promotie. 

### KMSK Deinze
KMSK Deinze kwalificeerde zich dat seizoen wel voor de eindronde voor promotie, maar promoveerde niet. Deinze zag potentie in hem en haalde hem na 1 seizoen als basisspeler van Rupel Boom. Hier speelde hij wat minder, maar nog altijd het grootste gedeelte van het seizoen. Rond midden december verloor hij echter zijn basisplek. Deze wist hij niet voor de vroegtijdige stopzetting van het seizoen terug te winnen. Deinze werd door de stopzetting van de competitie vroegtijdig kampioen gekroond in Eerste klasse amateurs. Men had een licentie voor Eerste klasse B en mocht dus promoveren. De Looze promoveerde mee. Zo werd dit zijn eerste seizoen in het profvoetbal. In dit tweede seizoen met Deinze speelde hij meer. Maar ook dit seizoen viel hij midden december (net voor de winterstop) uit het basiselftal. 

## Statistieken
| Seizoen | Club             | Land   | Competitie             | Wed. | Dlp. |
| ------- | ---------------- | ------ | ---------------------- | ---- | ---- |
| 2018/19 | K. Rupel Boom FC | België | Eerste klasse amateurs | 26   | 0    |
| 2019/20 | KMSK Deinze      | België | Eerste klasse amateurs | 18   | 0    |
| 2020/21 | KMSK Deinze      | België | Eerste klasse B        | 21   | 1    |
| 2021/22 | KMSK Deinze      | België | Eerste klasse B        | 1    | 0    |
| Totaal  | Totaal           | Totaal | Totaal                 | 66   | 1    |

* Bijgewerkt op 16 mei 2022.

## Internationaal
De Looze speelde voor het nationale jeugdelftal van België onder 16. Hij speelde voor deze lichting 1 wedstrijd in 2014.
1 Verwaal ·
2 El Banouhi ·
3 Boone ·
4 De Greef ·
5 Bizimana ·
6 Lecomte ·
7 Staelens ·
8 Tarfi ·
9 Mertens ·
10 Hendrickx ·
11 Challouk ·
12 Van Walle ·
13 Prychynenko  ·
14 Dansoko ·
15 De Looze ·
16 Janssens ·
17 Vansteenkiste ·
20 Schamp ·
22 Blondelle ·
23 Vandenberghe ·
25 Tossavi ·
27 Geeraerts ·
28 Dutoit ·
34 Abrahams ·
59 Fuakala ·
99 De Belder ·
Coach: De Decker
· Assistent-coach: Monteyne
· Assistent-coach: Le Postollec